# Lowriders
Lowriders es una película estadounidense de drama dirigida por Ricardo de Montreuil y escrita por Joshua Beirne-Golden, Cheo Hodari Coker, Elgin James y Justin Tipping. La película es protagonizada por Demián Bichir, Gabriel Chavarria, Theo Rossi, Melissa Benoist, Tony Revolori y Eva Longoria. El rodaje comenzó el 27 de mayo de 2015 en Los Ángeles. 

## Reparto
- Demián Bichir como Miquel.
- Gabriel Chavarria como Danny.[1]
- Theo Rossi como Francisco «Fantasma» Álvarez.
- Melissa Benoist como Lorelai.[2]
- Tony Revolori como Chuy.
- Eva Longoria como Gloria.
- Cress Williams como Detective Stallworth.
- Yvette Monreal

## Producción
Melissa Benoist fue incluida al elenco de la película el 21 de mayo de 2015, para interpretar a Lorelai, un papel al que previamente Lily Collins y Nicola Peltz estaban en conversaciones para interpretar. Gabriel Chavarria fue incluido al reparto el 1 de junio de 2015 para interpretar a Danny.

### Rodaje
La fotografía principal de la película comenzó en Los Ángeles el 27 de mayo de 2015. El rodaje se llevó a cabo en una cafetería el 4 de junio de 2015, en el Este de Los Ángeles.